# ジェームス・G・W・リード
ジェームス・G・W・リード（英語: James G.W. Reed、1951年 - ）は、日本の実業家。ABNアムロ証券日本支社元社長兼CEO。ベアリング証券会社元社長兼最高経営責任者 (CEO)。米国みずほ証券元会長・社長兼CEO。米国野村証券インターナショナル元代表取締役。

## 人物・経歴
1973年、上智大学卒業。1973年 - 85年の間、米国野村証券インターナショナルに入社後、日本株のセールス・エグゼクティブとしてウォール街やロンドン・シティーでの経験・実績を買われ、ベアリング証券、メリルリンチ等の証券会社で働く。1986年、ベアリング証券会社、社長兼最高経営責任者 (CEO)、New York。1993年、米国野村證券インターナショナル、代表取締役、New York。1995年、カスピアン証券会社、社長兼最高経営責任者（CEO）、New York。1997年、ABNアムロ証券、日本支社社長兼CEO。また、米国みずほ証券会長・社長兼CEOを歴任。1999年、米国に帰国後、キャリー・ワスデンとともにリード・ワスデン＆アソシエイツLLC（略称：RWA）を創設。